# Patrick McCue
Patrick Aloysius Paddy McCue (Petersham, 1 juni 1883 - Sutherland, 10 september 1962) was een Australisch rugbyspeler.

## Carrière
Tijdens de Olympische Zomerspelen 1908 werd hij met zijn ploeggenoten kampioen. McCue speelde als tweede rijer.

## Erelijst

### Met Australazië
- Olympische Zomerspelen:  1908